# Прва влада Милована Миловановића
Прва влада Милована Миловановића је била влада Краљевине Србије од 7. јула 1911. до 27. јануара 1912.

## Чланови владе
| Функција                                                  | Слика | Име и презиме          | Детаљи |
| --------------------------------------------------------- | ----- | ---------------------- | ------ |
| Председник Министарског савета и министар иностраних дела |       | Милован Ђ. Миловановић |        |
| Министар унутрашњих дела                                  |       | Марко Трифковић        |        |
| Министар правде                                           |       | Драгољуб Аранђеловић   |        |
| Министар финансија                                        |       | Стојан М. Протић       |        |
| Министар просвете и црквених послова                      |       | Љубомир Јовановић      |        |
| Министар војни                                            |       | Степан Степановић      |        |
| Министар грађевина                                        |       | Михаило В. Илић        |        |
| Министар народне привреде                                 |       | Милан Капетановић      |        |